# Ancita lineola
Ancita lineola là một loài bọ cánh cứng trong họ Cerambycidae.